# Amphoe Kaset Sombun
Amphoe Kaset Sombun (Thai:อำเภอ เกษตรสมบูรณ์) ist ein Landkreis (Amphoe – Verwaltungs-Distrikt) der Provinz Chaiyaphum. Die Provinz Chaiyaphum liegt in der Nordostregion von Thailand, dem so genannten Isan.

## Geographie
Die Nachbarbezirke sind im Uhrzeigersinn von Norden startend: die Amphoe Khon San, Phu Khiao, Kaeng Khro, Mueang Chaiyaphum und Nong Bua Daeng. Alle Amphoe liegen innerhalb der Provinz Chaiyaphum.
Im Norden des Landkreises liegt das Wildreservat Phu Khiao (Phu Khiao Wildlife Reserve). Der Nationalpark Phu Laenkha liegt im Süden des Kreises.

## Geschichte
Das Gebiet des heutigen Kaset Sombun war ursprünglich ein „Zweigkreis“ (King Amphoe) des Amphoe Phu Khiao. Im Jahr 1917 wurde er von „Kaset Sombun“ in „Ban Yang“ umbenannt, dem Namen des zentralen Tambon. 
Am 1. März 1939 wurde der „Zweigkreis“ zu einem Amphoe heraufgestuft und gleichzeitig wieder in den historischen Namen Kaset Sombun umbenannt.

## Verwaltung

### Provinzverwaltung
Der Landkreis Kaset Sombun ist in elf Tambon („Unterbezirke“ oder „Gemeinden“) eingeteilt, die sich weiter in 81 Muban („Dörfer“) unterteilen.
| Nr.  | Name           | Thai       | Muban | Einw.  |
| ---- | -------------- | ---------- | ----- | ------ |
| 01.  | Ban Yang       | บ้านยาง     | 02    | 12.021 |
| 02.  | Ban Han        | บ้านหัน      | 17    | 13.600 |
| 03.  | Ban Duea       | บ้านเดื่อ     | 21    | 15.187 |
| 04.  | Ban Pao        | บ้านเป้า     | 14    | 10.957 |
| 05.  | Kut Lo         | กุดเลาะ     | -     | 07.337 |
| 06.  | Non Kok        | โนนกอก     | 10    | 10.355 |
| 07.  | Sa Phon Thong  | สระโพนทอง  | -     | 08.442 |
| 08.  | Nong Kha       | หนองข่า     | -     | 08.448 |
| 09.  | Nong Phon Ngam | หนองโพนงาม | 06    | 12.915 |
| 010. | Ban Bua        | บ้านบัว      | -     | 04.865 |
| 012. | Non Thong      | โนนทอง     | 11    | 07.440 |

Hinweis: Die Nummer (Geocode) 11 gehört zur Gemeinde Sap Si Thong, welche 2003 dem Amphoe Mueang Chaiyaphum unterstellt wurde.

### Lokalverwaltung
Es gibt drei Kommunen mit „Kleinstadt“-Status (Thesaban Tambon) im Landkreis:
- Ban Duea (Thai: เทศบาลตำบลบ้านเดื่อ) besteht aus dem gesamten Tambon Ban Duea.
- Kaset Sombun (Thai: เทศบาลตำบลเกษตรสมบูรณ์) besteht aus Teilen des Tambon Ban Yang.
- Ban Pao (Thai: เทศบาลตำบลบ้านเป้า) besteht aus Teilen des Tambon Ban Pao.

Außerdem gibt es zehn „Tambon-Verwaltungsorganisationen“ (องค์การบริหารส่วนตำบล – Tambon Administrative Organizations, TAO):
- Ban Yang (Thai: องค์การบริหารส่วนตำบลบ้านยาง)
- Ban Han (Thai: องค์การบริหารส่วนตำบลบ้านหัน)
- Ban Pao (Thai: องค์การบริหารส่วนตำบลบ้านเป้า)
- Kut Lo (Thai: องค์การบริหารส่วนตำบลกุดเลาะ)
- Non Kok (Thai: องค์การบริหารส่วนตำบลโนนกอก)
- Sa Phon Thong (Thai: องค์การบริหารส่วนตำบลสระโพนทอง)
- Nong Kha (Thai: องค์การบริหารส่วนตำบลหนองข่า)
- Nong Phon Ngam (Thai: องค์การบริหารส่วนตำบลหนองโพนงาม)
- Ban Bua (Thai: องค์การบริหารส่วนตำบลบ้านบัว)
- Non Thong (Thai: องค์การบริหารส่วนตำบลโนนทอง)